# Constantine (televíziós sorozat)
A Constantine egy amerikai horror, dráma televíziós sorozat, amelyet Daniel Cerone és David S. Goyer fejlesztettek ki, a DC Comics karakterével, John Constantine-val.  A sorozat az NBC-n 2014. október 24. és 2015. február 13. között volt látható, 13 epizód készült. Az NBC 2015. május 8-án egy szezon után elkaszálta a sorozatot a rossz minősítés miatt.   

## Történet
John Constantine foglalkozása szerint ördögűző és démonvadász. Azonban egy balul sikerült ügy után szeretne mindezzel felhagyni, és megszabadulni a szellemvilágtól. Csak hogy a szellemvilág nem akar megszabadulni tőle, így újra vissza kell térnie, hogy megvédje egykori társának lányát. Eközben pedig az is kiderül, hogy a pokol teremtményei a korábbinál is nagyobb erőkkel szabadulnak világunkra.

## Szereplők

### Főszereplők
- Matt Ryan, mint John Constantine: Titokzatos és tiszteletlen, vonakodó természetfeletti nyomozó.
- Lucy Griffiths, mint Liv Aberdine.
- Angélica Celaya, mint Zed Martin : Olyan pszichés művész, aki Constantine-t elég érdekesnek találja, hogy kövesse őt az ördögűzéseken.
- Charles Halford, mint Francis „Chas” Chandler : Constantine legrégebbi barátja és kitartó társa, aki erőteljes túlélési képességekkel rendelkezik.
- Harold Perrineau, mint Manny

### Ismétlődő
- Michael James Shaw, mint Papa Midnite
- Bailey Tippen, mint Astra Logue
- Jeremy Davies, mint Ritchie Simpson
- Emmett J. Scanlan, mint Jim Corrigan
- Jonjo O’Neill, mint Gary "Gaz" Lester

### Vendég
- Elyse DuFour, mint Nora
- Charles Parnell, mint Nommo
- Mark Margolis, mint Felix Faust
- Skyler Nap, mint Miranda
- Claire van der Boom, mint Anne Marie
- David A. Gregory, mint Eddie
- Juliana Harkavy, mint Sarah

## Epizódok
| Sor. | Év. | Cím                               | Rendező           | Író                                                               | Premier            | Nézettség   |
| ---- | --- | --------------------------------- | ----------------- | ----------------------------------------------------------------- | ------------------ | ----------- |
| 1.   | 1.  | Non Est Asylum                    | Neil Marshall     | Történet: Daniel Cerone & David S. Goyer Tévéjáték: Daniel Cerone | 2014. október 24.  | 4,28 millió |
| 2.   | 2.  | The Darkness Beneath              | Steve Shill       | Rockne S. O'Bannon                                                | 2014. október 31.  | 3,06 millió |
| 3.   | 3.  | The Devil's Vinyl                 | Romeo Tirone      | Mark Verheiden & David S. Goyer                                   | 2014. november 7.  | 3,14 millió |
| 4.   | 4.  | A Feast of Friends                | John F. Showalter | Cameron Welsh                                                     | 2014. november 14. | 3,47 millió |
| 5.   | 5.  | Danse Vaudou                      | John Badham       | Christine Boylan                                                  | 2014. november 21. | 3,54 millió |
| 6.   | 6.  | Rage of Caliban                   | Neil Marshall     | Daniel Cerone                                                     | 2014. november 28. | 3,34 millió |
| 7.   | 7.  | Blessed Are the Damned            | Nick Gomez        | Sneha Koorse                                                      | 2014. december 5.  | 3,17 millió |
| 8.   | 8.  | The Saint of Last Resorts         | TJ Scott          | Carly Wray                                                        | 2014. december 12. | 3,30 millió |
| 9.   | 9.  | The Saint of Last Resorts: Part 2 | Romeo Tirone      | Mark Verheiden                                                    | 2015. január 16.   | 3,06 millió |
| 10.  | 10. | Quid Pro Quo                      | Mary Harron       | Brian Anthony                                                     | 2015. január 23.   | 3,47 millió |
| 11.  | 11. | A Whole World Out There           | Tom Wright        | Davita Scarlett & Sneha Koorse                                    | 2015. január 30.   | 3,29 millió |
| 12.  | 12. | Angels and Ministers of Grace     | Sam Hill          | Christine Boylan                                                  | 2015. február 6.   | 2,96 millió |
| 13.  | 13. | Waiting for the Man               | David Boyd        | Cameron Welsh                                                     | 2015. február 13.  | 3,30 millió |

## Fordítás
- Ez a szócikk részben vagy egészben  a   Constantine (TV series) című angol Wikipédia-szócikk ezen változatának fordításán alapul.  Az eredeti cikk szerkesztőit annak laptörténete sorolja fel. Ez a jelzés csupán a megfogalmazás eredetét és a szerzői jogokat jelzi, nem szolgál a cikkben szereplő információk forrásmegjelöléseként.